# Ann Rutherfordová
Ann Rutherfordová (nepřechýleně Ann Rutherford, rodným jménem Therese Ann Rutherford; 2. listopadu 1917 Vancouver, Britská Kolumbie, Kanada – 11. června 2012 Beverly Hills, Kalifornie, USA) byla kanadsko-americká herečka. Nejvíce se proslavila rolí Carreen O'Harové ve filmu Jih proti Severu z roku 1939.